# The Burning Deed of Deceit
The Burning Deed of Deceit – drugi album studyjny polskiej grupy muzycznej Thunderbolt. Wydawnictwo ukazało się w 2003 roku nakładem wytwórni muzycznych ISO666 Releases i Apocalypse Productions. Materiał został wydany także na płycie winylowej przez firmę Agonia Records w limitowanym do pięciuset egzemplarzy nakładzie. Nagrania zostały zarejestrowane i zmiksowane w DBX Studio w Warszawie w 2002 roku.

## Lista utworów
Opracowano na podstawie materiału źródłowego.
1. "Die With Your Religion" (sł. Aryman, muz. Paimon) - 07:35
2. "Lord Of Creation" (sł. Aryman, muz. Paimon) - 07:30
3. "...Where The Plague Touches..." (sł. Pagan Calvary, muz. Paimon) - 08:17
4. "Key To The Century Of Death" (sł. Aryman, muz. Paimon) - 06:32
5. "Blood Of The Victorious King" (sł. Aryman, muz. Paimon) - 10:10
6. "The One Who Sleeps" (sł. Aryman, muz. Paimon) - 06:58

## Twórcy
Opracowano na podstawie materiału źródłowego.
| - Błażej "Paimon" Adamczuk - wokal, gitara elektryczna, gitara basowa - Piotr "Mitloff" Kozieradzki - perkusja - Jacek Melnicki - instrumenty klawiszowe, produkcja muzyczna, inżynieria dźwięku - Aryman - gościnnie wokal wspierający |  | - Grzegorz Piwkowski - mastering - Lenigard - oprawa graficzna - Christophe Szpajdel - logo - Alecta - ilustracje |